# Gil Merrick
Gilbert Harold Merrick (Birmingham, 26 gennaio 1922 – Birmingham, 3 febbraio 2010) è stato un allenatore di calcio e calciatore britannico, di ruolo portiere.

## Carriera
Considerato uno dei migliori portieri in Inghilterra durante la metà degli anni 1950, ha trascorso la sua intera carriera al Birmingham City, giocando più di 700 volte tra il 1939 e il 1960. Ha fatto 170 presenze durante la seconda guerra mondiale e 485 in campionato dopo la fine della guerra. Ha partecipato al Campionato mondiale di calcio 1954. Dopo il ritiro da giocatore, ha gestito il Birmingham City per quattro anni.
La società del Birmingham City ha rinominato la tribuna dello stadio St Andrew's "Gil Merrick Stand" per l'inizio della Premier League 2009-2010. La morte di Merrick è stata annunciata il 4 febbraio 2010.

## Statistiche

### Cronologia presenze e reti in nazionale
| Cronologia completa delle presenze e delle reti in nazionale ― Inghilterra | Cronologia completa delle presenze e delle reti in nazionale ― Inghilterra | Cronologia completa delle presenze e delle reti in nazionale ― Inghilterra | Cronologia completa delle presenze e delle reti in nazionale ― Inghilterra | Cronologia completa delle presenze e delle reti in nazionale ― Inghilterra | Cronologia completa delle presenze e delle reti in nazionale ― Inghilterra | Cronologia completa delle presenze e delle reti in nazionale ― Inghilterra | Cronologia completa delle presenze e delle reti in nazionale ― Inghilterra |
| Data                                                                       | Città                                                                      | In casa                                                                    | Risultato                                                                  | Ospiti                                                                     | Competizione                                                               | Reti                                                                       | Note                                                                       |
| -------------------------------------------------------------------------- | -------------------------------------------------------------------------- | -------------------------------------------------------------------------- | -------------------------------------------------------------------------- | -------------------------------------------------------------------------- | -------------------------------------------------------------------------- | -------------------------------------------------------------------------- | -------------------------------------------------------------------------- |
| 14-11-1951                                                                 | Birmingham                                                                 | Inghilterra                                                                | 2 – 0                                                                      | Irlanda del Nord                                                           | Torneo Interbritannico 1951                                                | -                                                                          |                                                                            |
| 14-11-1951                                                                 | Birmingham                                                                 | Inghilterra                                                                | 2 – 0                                                                      | Irlanda del Nord                                                           | Torneo Interbritannico 1951                                                | -                                                                          |                                                                            |
| 28-11-1951                                                                 | Londra                                                                     | Inghilterra                                                                | 2 – 2                                                                      | Austria                                                                    | Amichevole                                                                 | -2                                                                         |                                                                            |
| 5-4-1952                                                                   | Glasgow                                                                    | Scozia                                                                     | 1 – 2                                                                      | Inghilterra                                                                | Torneo Interbritannico 1951                                                | -1                                                                         |                                                                            |
| 18-5-1952                                                                  | Firenze                                                                    | Italia                                                                     | 1 – 1                                                                      | Inghilterra                                                                | Amichevole                                                                 | -1                                                                         |                                                                            |
| 25-5-1952                                                                  | Vienna                                                                     | Austria                                                                    | 2 – 3                                                                      | Inghilterra                                                                | Amichevole                                                                 | -2                                                                         |                                                                            |
| 28-5-1952                                                                  | Zurigo                                                                     | Svizzera                                                                   | 0 – 3                                                                      | Inghilterra                                                                | Amichevole                                                                 | -                                                                          |                                                                            |
| 4-10-1952                                                                  | Belfast                                                                    | Irlanda del Nord                                                           | 2 – 2                                                                      | Inghilterra                                                                | Torneo Interbritannico 1952                                                | -2                                                                         |                                                                            |
| 12-11-1952                                                                 | Londra                                                                     | Inghilterra                                                                | 5 – 2                                                                      | Galles                                                                     | Torneo Interbritannico 1952                                                | -2                                                                         |                                                                            |
| 26-11-1952                                                                 | Londra                                                                     | Inghilterra                                                                | 5 – 0                                                                      | Belgio                                                                     | Amichevole                                                                 | -                                                                          |                                                                            |
| 18-4-1953                                                                  | Londra                                                                     | Inghilterra                                                                | 2 – 2                                                                      | Scozia                                                                     | Torneo Interbritannico 1952                                                | -2                                                                         |                                                                            |
| 17-5-1953                                                                  | Buenos Aires                                                               | Argentina                                                                  | 0 – 0                                                                      | Inghilterra                                                                | Amichevole                                                                 | -                                                                          |                                                                            |
| 24-5-1953                                                                  | Ñuñoa                                                                      | Cile                                                                       | 1 – 2                                                                      | Inghilterra                                                                | Amichevole                                                                 | -1                                                                         |                                                                            |
| 31-5-1953                                                                  | Montevideo                                                                 | Uruguay                                                                    | 2 – 1                                                                      | Inghilterra                                                                | Amichevole                                                                 | -2                                                                         |                                                                            |
| 3-4-1954                                                                   | Glasgow                                                                    | Scozia                                                                     | 2 – 4                                                                      | Inghilterra                                                                | Qual. Mondiali 1954                                                        | -                                                                          |                                                                            |
| 10-10-1953                                                                 | Cardiff                                                                    | Galles                                                                     | 1 – 4                                                                      | Inghilterra                                                                | Qual. Mondiali 1954                                                        | -1                                                                         |                                                                            |
| 21-10-1953                                                                 | Londra                                                                     | Inghilterra                                                                | 4 – 4                                                                      | Resto d'Europa                                                             | Amichevole                                                                 | -4                                                                         |                                                                            |
| 11-11-1953                                                                 | Liverpool                                                                  | Inghilterra                                                                | 3 – 1                                                                      | Irlanda del Nord                                                           | Qual. Mondiali 1954                                                        | -1                                                                         |                                                                            |
| 25-11-1953                                                                 | Londra                                                                     | Inghilterra                                                                | 3 – 6                                                                      | Ungheria                                                                   | Amichevole                                                                 | -6                                                                         |                                                                            |
| 3-4-1954                                                                   | Glasgow                                                                    | Scozia                                                                     | 2 – 4                                                                      | Inghilterra                                                                | Qual. Mondiali 1954                                                        | -2                                                                         |                                                                            |
| 16-5-1954                                                                  | Belgrado                                                                   | Jugoslavia                                                                 | 1 – 0                                                                      | Inghilterra                                                                | Amichevole                                                                 | -1                                                                         |                                                                            |
| 23-5-1954                                                                  | Budapest                                                                   | Ungheria                                                                   | 7 – 1                                                                      | Inghilterra                                                                | Amichevole                                                                 | -7                                                                         |                                                                            |
| 17-6-1954                                                                  | Basilea                                                                    | Inghilterra                                                                | 4 – 4                                                                      | Belgio                                                                     | Mondiali 1954 - 1º turno                                                   | -4                                                                         |                                                                            |
| 20-6-1954                                                                  | Berna                                                                      | Inghilterra                                                                | 2 – 0                                                                      | Svizzera                                                                   | Mondiali 1954 - 1º turno                                                   | -                                                                          |                                                                            |
| 26-6-1954                                                                  | Basilea                                                                    | Uruguay                                                                    | 4 – 2                                                                      | Inghilterra                                                                | Mondiali 1954 - Quarti di finale                                           | -4                                                                         |                                                                            |
| Totale                                                                     |                                                                            | Presenze                                                                   | 23                                                                         |                                                                            | Reti                                                                       | -45                                                                        |                                                                            |

## Palmarès

### Giocatore

#### Competizioni nazionali
- Second Division: 2

Birmingham City: 1947-1948, 1954-1955

### Allenatore

#### Competizioni nazionali
- Coppa di Lega inglese: 1

Birmingham City: 1962-1963